# Kirchheim (Amt Wachsenburg)
Kirchheim è una frazione (Ortsteil) del comune tedesco di Amt Wachsenburg.

## Storia
Il 1º gennaio 2019 il comune di Kirchheim venne soppresso e aggregato al comune di Amt Wachsenburg.